# Real Life (album de Screamin' Jay Hawkins)
 (janvier 2020).
Si vous disposez d'ouvrages ou d'articles de référence ou si vous connaissez des sites web de qualité traitant du thème abordé ici, merci de compléter l'article en donnant les références utiles à sa vérifiabilité et en les liant à la section « Notes et références ».
Pour les articles homonymes, voir Real Life.
Albums de Screamin' Jay Hawkins
I Put a Spell on You
(1977) Black Music For White People
(1991)
Real Life est un album de Screamin' Jay Hawkins publié en 1983,.
Huit des dix chansons sont des versions réenregistrées de morceaux publiés sur ses précédents albums ou 45 tours (les exceptions étant Deep in Love et Get Down France). Cet album, édité en vinyle en 1983 sur un petit label français, a été réédité en CD dans les années 90 (également épuisé), mais on trouve plusieurs de ses chansons sur des compilations ultérieures. Le titre bonus présent sur le CD, Alligator Wine, reprend à l'identique l'accompagnement de Feast of the Mau-Mau, en ne changeant que les paroles.
La chanson Deep in Love a ensuite été utilisée dans le film Peut-être (1999), dans une version arrangée par Loïk Dury et Farrell (alias Doctor L).

## Liste des titres
Tous les titres sont signés Jay Hawkins, sauf mention contraire.
- Deep in Love (3 min 57 s)
- Your Kind of Love (1 min 56 s)
- Get Down France (Larry Martin) (4 min 24 s)
- All Night (3 min 11 s)
- Serving Nime (3 min 15 s)
- Feast of the Mau-Mau (3 min 40 s)
- I Feel Alright (2 min 19 s)
- Poor Folks (5 min 13 s)
- Mountain Jive (1 min 47 s)
- Constipation blues (5 min 30 s)

+ Alligator wine (Leiber - Stoller) (3 min 31 s) (sur la réédition CD)
L'album est réédité par Charly records sous la référence Charly 163.